# Березовский, Тимофей Захарович
Тимофей Захарович Березовский (1 мая 1914, Цветное, Киевская губерния — 27 марта 1951, Горловка, Сталинская область) — командир отделения 463-го стрелкового полка (118-я стрелковой дивизии, 5-я гвардейская армия, 1-й Украинский фронт) старший сержант.

## Биография
Тимофей Захарович Березовский родился в селе Цветное (в настоящее время Кропивницкий район Кировоградской области Украины) в семье крестьянина. Окончил начальную школу. Трудился в колхозе, затем на шахте в Горловке.
25 августа 1941 года Горловским райвоенкоматом Сталинской области Березовский был призван в ряды Красной армии. На фронтах Великой Отечественной войны с 17 декабря 1941 года.
12 августа 1943 года в бою в районе села Верхняя Сыроватка Сумской области из строя вышел командир взвода. Тогда старший сержант Березовский принял на себя командование. В рукопашных боях в траншеях противника. Гранатами и огнём своего автомата уничтожил 25 солдат противника, а из станкового пулемёта ещё 15. С взводом отбил несколько контратак противника. Приказом по 340-й дивизии Воронежского фронта 23 августа 1943 года он был награждён орденом Красной Звезды.
Старший сержант Березовский 18 августа 1944 года отличился в бою за город Кельце возле гмины Пацанув (Свентошицкое воеводство в Польше). Отражая контратаки противника, нанес ему урон в живой силе и боевой технике. Будучи ранен, остался в строю. Приказом по 118 стрелковой дивизии 22 августа 1944 года он был награждён орденом Славы 3-й степени.
В бою за населённый пункт Мерцдорф северо-западнее города Олау (в настоящее время Олава) 3 февраля 1945 года, командуя отделением, отразил 3 контратак противника уничтожил до 10 солдат противника. Приказом по 5-й гвардейской армии 27 апреля 1945 года он был награждён орденом Славы 2-й степени.
При взятии населённого пункта Шпреталь (7 км южнее города Шпремберг, Германия) командир отделения Березовский 18 апреля 1945 года поднял бойцов в атаку, первым достиг оборонительных укреплений противника, противотанковой гранатой уничтожил пулеметную точку, поразил из автомата свыше 10 солдат и офицеров противника. Указом Президиума Верховного Совета СССР от 15 мая 1946 года он был награждён орденом Славы 1-й степени.
После войны жил и работал в городе Горловка на шахте.
Тимофей Захарович Березовский скончался 27 марта 1951 года.